# یواس‌ال‌اچ‌تی شبدر

{{Infobox ship characteristics
یواس‌ال‌اچ‌تی شبدر (به انگلیسی: USLHT Clover) یک کشتی بود که طول آن ۸۸ فوت (۲۷ متر) [[Length overall بود.